# Omihachiman
Omihachiman (近江八幡市 -shi) é uma cidade japonesa localizada na província de Shiga.
Em 30 de Junho de 2005 a cidade tinha uma população estimada em 68 747 habitantes e uma densidade populacional de 893,17 h/km². Tem uma área total de 76,97 km².
Recebeu o estatuto de cidade a 31 de Março de 1954.

## Cidades-irmãs
- Grand Rapids, Estados Unidos
- Leavenworth, Estados Unidos
- Miryang, Coreia do Sul